# Hypsirhophus
Hypsirhophus (лат.) — вымерший род птицетазовых динозавров из группы стегозавров. Типовой и единственный вид — Hypsirhophus discurus, известен только по фрагментарному образцу, состоящему из неполных спинных позвонков, трёх хвостовых позвонков и фрагмента ребра. Окаменелые остатки были найдены в юрских отложениях (титон) на территории штата Колорадо, США.

## История изучения и классификация

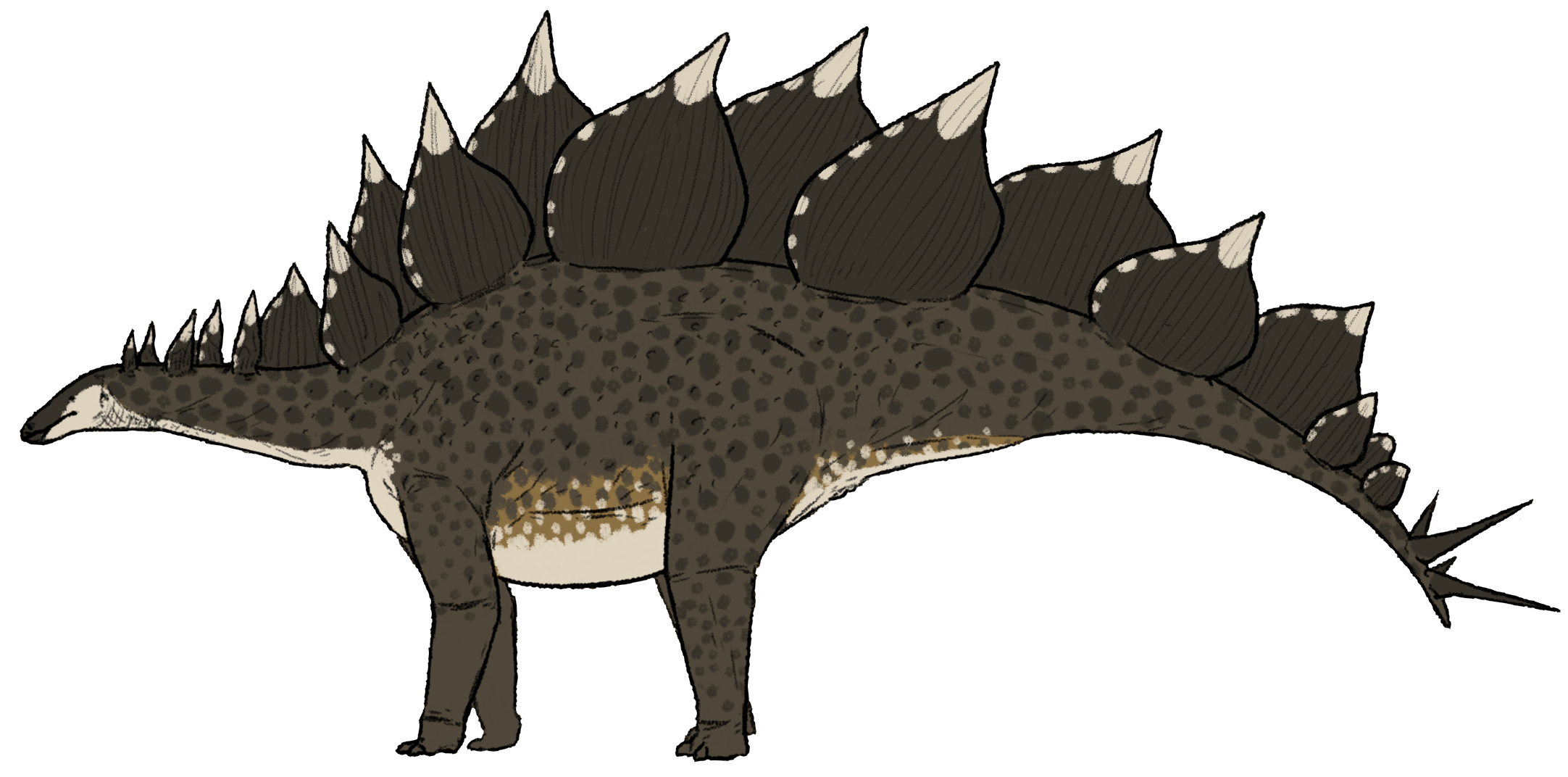
Гипотетическая реконструкция на основе более полных находок родственных таксонов

Первые описанные окаменелости Hypsirhophus были обнаружены школьным учителем Орамелом Уильямом Лукасом (Oramel William Lucas [англ.]), который работал на Эдварда Дринкера Копа в карьере 3 в Гарден-парк (местонахождении в 6 км к северо-востоку от Кэньон-Сити, штат Колорадо), и происходили из отложений, датируемых верхней юрой (титон). Окаменелости (спинной позвонок, 2 частичных остистых отростка, 2 хвостовых позвонка и фрагмент ребра) были фрагментарными и принадлежали одной особи.
Затем эти окаменелости были отправлены Копу, который кратко описал их в публикации 1878 года (во время костяных войн). Коп ошибочно объединил с позвонками найденную поблизости бедренную кость теропода (возможно, аллозавра) в  единый образец; по его мнению, животное было тероподом, родственным Laelaps (=Dryptosaurus) или мегалозавру и, возможно, даже синонимичным одному из видов первого рода, Laelaps trihedrodon.
Родовое название Hypsirhophus означает «высокая крыша» из-за анатомии спинных позвонков, имевших большое остистые отростки; в первом описании видовое название приведено не было . В 1879 году Коп назвал ещё один вид, Hypsirhophus «seeleyanus», на основе нескольких позвонков, костей конечностей и зубов из неизвестного местонахождения в Колорадо (ныне утеряны), которые принадлежали неизвестным тероподам, а не стегозаврам. Коп также не снабдил название описанием, сделав его nomen nudum. После смерти Копа в 1897 году голотип Hypsirhophus discurus был передан в Американский музей естественной истории, где он был принят на хранение под номером AMNH 5731.
Только много лет спустя, после описания полных скелетов стегозавра, Hypsirhophus был классифицирован как стегозавр, а соперник Копа Марш включил Hypsirhophus в семейство Stegosauridae в 1892 году. Некоторые более поздние исследователи считали Hypsirhophus синонимом стегозавра или nomen dubium; тем не менее, Кеннет Карпентер и Galton в своих работах 1998 и 2010 годов указывают на наличие у образцов Hypsirhophus анатомических признаков, позволяющих рассматривать его как валидный.

## Описание
Из-за фрагментарного характера и скудности типового экземпляра о Hypsirhophus известно мало. Кеннет Карпентер отметил, что род можно диагностировать по:
- круглой ямке между постзигапофизами (у стегозавра вместо ямок находятся вертикальные борозды);
- срединному гребню, простирающемуся от основания постзигапофизов до спинномозгового канала (у стегозавра гребня нет);
- передняя поверхность арки, соединяющей остистый отросток с телом позвонка, выпуклая (у стегозавра вогнутая).

Спинные позвонки очень высокие, достигают 47 сантиметров в высоту (несмотря на то, что они неполные) что делает их одними из крупнейших известных позвонков стегозавров.